# William Mackenzie (5e comte de Seaforth)
Pour les articles homonymes, voir William Mackenzie (homonymie) et Mackenzie.
William Mackenzie, 5e comte de Seaforth, également connu sous le nom d'Uilleam Dubh, ou Black William, est un pair écossais et chef du Clan MacKenzie, né en 1681 et mort en 1740. Éduqué en France et élevé en tant que catholique, il est sensibilisé à son rôle dans la Rébellion jacobite de 1715 et rejoint également le soulèvement de 1719.
Il est gracié en 1726 et autorisé à rentrer chez lui, bien que le titre de comte de Seaforth reste confisqué. Il meurt le 8 janvier 1740 sur l'île de Lewis et est enterré dans l'ancienne église de Ui.

## Biographie

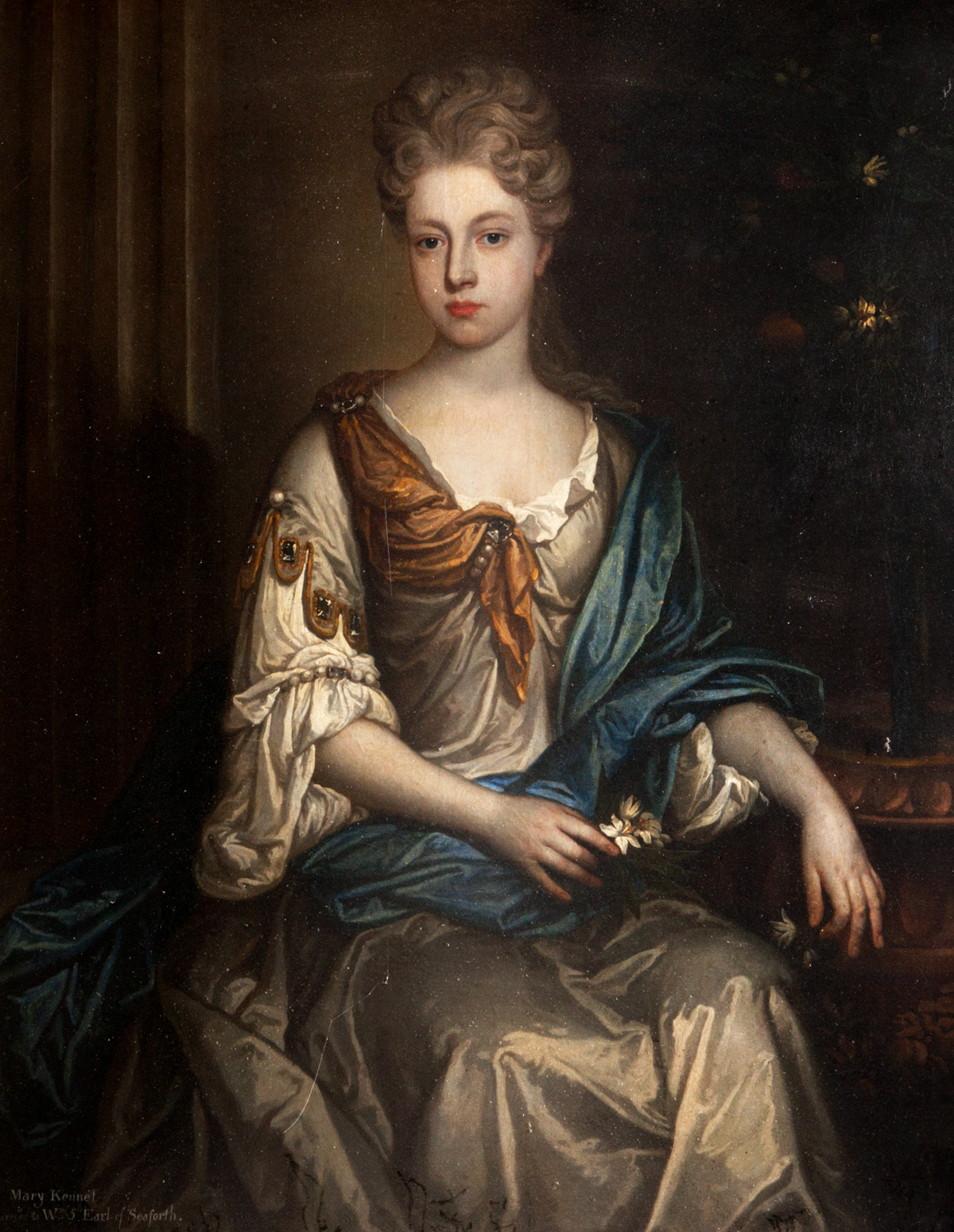
Mary Kennet, épouse de William Mackenzie

William Mackenzie est le fils aîné de Kenneth Mackenzie (4e comte de Seaforth), converti au catholicisme en échange d'une aide financière de Jacques II. Sa mère, Frances, est la deuxième fille de William Herbert (1er marquis de Powis), l'un des cinq seigneurs catholiques faussement accusés d'avoir conspiré en vue d'assassiner Charles II dans le Complot papiste.
La date et le lieu de naissance de William sont incertains. son père s'exile à la suite de la Glorieuse Révolution de 1688 et prend part à la campagne jacobite de 1690 en Écosse, mais se rend au nouveau gouvernement en 1691. Il passe la majeure partie des dix années suivantes en prison et meurt en 1701, laissant d'énormes dettes financières. Sa veuve envoie son fils et sa fille en France pour y être éduqués et élevés en tant que catholiques .

## Carrière
Peu de temps après l'avènement de George Ier en 1714, on lui ordonne de s'enfermer dans le château de Brahan, qui lui appartient. Il assiste à la réunion convoquée par John Erskine (6e comte de Mar), à Braemar en 1715, lorsque l'étendard du prétendant est levé. À la tête de plus de trois mille hommes, dont les Macdonald, Rosses et d’autres, il part en octobre pour rejoindre Mar à Perth. John Gordon (16e comte de Sutherland), s’efforce de lui interdire le passage, mais après avoir été attaqué, il se retire à Bonar. Seaforth, après avoir harcelé son pays et recueilli de grandes quantités de butin, poursuit sa marche vers le sud. Il est présent à la bataille de Sheriffmuir.
Après la bataille, il est nommé lieutenant-général et commandant des comtés du nord et se rend dans le nord pour tenter de récupérer Inverness, qui a été capturé pour le gouvernement par Simon Fraser (11e lord Lovat). Bien que rejoint par Alexander Gordon (2e duc de Gordon), il ne parvient pas à mobiliser des forces suffisantes pour se frayer un chemin contre le comte de Sutherland et cède. Peu de temps après, Seaforth se rend sur l'île de Lewis, où il s'efforce de réunir un certain nombre de ses partisans. Mais quand un détachement des troupes gouvernementales est envoyé contre lui, il s'enfuit à Ross-shire, d'où il s'embarque pour la France et atteint Saint-Germain en février 1716. Le 7 mai, il est déchu par le Parlement et ses terres sont confisquées.
Il accompagne George Keith dans son expédition vers les hauts plateaux occidentaux en 1719. Il est grièvement blessé à la Bataille de Glen Shiel le 10 juin, mais ses compagnons l'emportent à bord d'un navire en France.
Malgré sa déchéance, ses partisans, malgré la vigilance du gouvernement, lui envoient régulièrement leurs loyers dans son exil. Après le vote de l'acte de désarmement en 1725, ils acceptent cependant sa recommandation personnelle d'abandonner leurs armes et de payer un loyer au gouvernement à l'avenir, à condition qu'ils soient libérés de tous leurs arriérés. En plus de cela, Wade accepte, mais promet également d'utiliser son influence pour obtenir un pardon pour Seaforth. Les efforts de Wade au nom de Seaforth, malgré la forte opposition de John Campbell (2e duc d'Argyll), aboutissent. Par lettres patentes du 12 juin 1726, Seaforth est déchargé des conséquences pénales de sa déchéance, bien que la confiscation ne soit pas annulée. De George II, il reçoit une concession des arriérés de droits de douane dus à la couronne pour ses domaines confisqués. Seaforth est amené à rechercher la paix avec le gouvernement, en partie en raison de son mécontentement à l'égard de son traitement par le prétendant. Seaforth décède le 8 janvier 1740 à l'île de Lewis et y est enterré dans la chapelle de Ui. Son fils Kenneth Mackenzie (Lord Fortrose) lui succède.

## Sources
- Paul Hopkins, Mackenzie, Kenneth, fourth earl of Seaforth and Jacobite first marquess of Seaforth, Online, 2014
- Victor Slater, Herbert, William, styled first marquess of Powis and Jacobite first duke of Powis, Online, 2007

- (de) « Publications de et sur William Mackenzie (5e comte de Seaforth) », dans le catalogue en ligne de la Bibliothèque nationale allemande (DNB). " Mackenzie, William (d.1740) ". Dans Lee, Sidney (ed. ). Dictionnaire de la Biographie Nationale . 35 Londres: Smith, Elder & Co.